# 小行星3118
小行星3118（3118 Claytonsmith）是一颗绕太阳运转的小行星，为主小行星带小行星。该小行星于1974年7月19日发现。
該小行星以美國天體測量學家克萊頓·艾伯特·史密斯（Clayton Albert Smith）命名。

## 轨道参数
小行星3118的轨道半长轴为3.0336554 UA，离心率为0.063。